# Epitymbia
Epitymbia is een geslacht van vlinders van de familie bladrollers (Tortricidae), uit de onderfamilie Tortricinae.

## Soorten
- E. alaudana Meyrick, 1881
- E. apatela Horak & Common, 1985
- E. cosmota (Meyrick, 1886)
- E. dialepta Horak & Common, 1985
- E. eudrosa (Turner, 1916)
- E. eutypa (Turner, 1925)
- E. isoscelana (Meyrick, 1881)
- E. passalotana (Meyrick, 1881)
- E. scotinopa (Lower, 1902)